# Synaldis armenica
Synaldis armenica är en stekelart som beskrevs av Fischer 1993. Synaldis armenica ingår i släktet Synaldis och familjen bracksteklar. Inga underarter finns listade i Catalogue of Life.